# Loch Oich
Loch Oich (gael. Loch Omhaich) – słodkowodne jezioro znajdujące się w Szkocji. Leży pomiędzy Loch Ness i Loch Lochy w Great Glen.